# Johnny Moped
Johnny Moped sind eine Proto-Punk-Band aus London, die hauptsächlich zwischen 1974 und 1978 aktiv war und die ein wichtiges Bindeglied zwischen dem britischen Pubrock der frühen 1970er-Jahre und der ersten Welle des Punkrock in den späten 1970er-Jahren darstellen.

## Geschichte
Die Band wurde im Mai 1974 im Londoner Stadtbezirk Croydon als „Johnny Moped and the 5 Arrogant Superstars“ gegründet. Nach Umbenennungen in „Assault and Buggery“ und „Commercial Band“ wurde im Januar 1975 der finale Name „Johnny Moped“ gewählt, der dem Spitznamen von Sänger Halford entsprach. Zu diesem Zeitpunkt verkleinerte sich die Band zu einem Quartett. Sie gehörte zu den ersten Bands, die im neu eröffneten Roxy spielten, Großbritanniens erstem Club der damals im Entstehen begriffenen Punkszene. Eine Zusammenfassung der Musik dieser Zeit stellt der Sampler The Roxy London WC2 dar, auf dem neben Johnny Moped auch die Buzzcocks, The Adverts, Wire und X-Ray Spex vertreten sind. 1976 verließ Raymond Burns die Band, um The Damned zu gründen, kümmerte sich aber noch um einen Nachfolger in Form von Simon Fitzgerald. Ebenfalls 1976 vergrößerte sich die Band durch die Aufnahme der zweiten Gitarristin Chrissie Hynde, die zuvor mit Dave Batchelor und Colin Mills bei den Unusuals gespielt hatte, zum Quintett. Hynde wurde allerdings wenig später wieder aus der Band entfernt. Johnny Moped machten als Quartett weiter und veröffentlichten 1978 die LP Cycledelic auf Chiswick Records. Die Band brach auseinander, nachdem sich Bandleader Halford nach seiner Hochzeit mehr und mehr ins Privatleben zurückzog.
Die ehemaligen Bandmitglieder blieben einander verbunden, zum Beispiel spielten Batchelor und Burns nach einer kurzfristigen Auflösung von The Damned gemeinsam bei King, Batchelor hilft noch heute gelegentlich als Live-Schlagzeuger bei The Damned aus. Hynde gründete später die Pretenders, mit denen sie noch heute aktiv ist. 1983 kam es zu einer kurzfristigen Johnny-Moped-Reunion, als Batchelor und Fitzgerald ein Lied (Save the Baby Seals) für einen Artists-for-Animals-Sampler komponiert hatten und es gemeinsam mit Halford und Mills einspielten. 1990 fand die Band nochmals zusammen und nahm das Album The Search for Xerxes auf, dessen Lieder Batchelor, Mills, Raymond Burns und Halford geschrieben hatten. Auf dem Album spielte Burns Keyboard, und Batchelor übernahm zusätzlich den Bass, da Mills zwischenzeitlich Suizid begangen hatte. Nach Veröffentlichung des Albums löste sich die Band wieder auf, fand sich aber seitdem gelegentlich für Livekonzerte wieder zusammen. Seit 2015 existiert wieder ein festes Line-Up.

## Stil
Johnny Mopeds Wurzeln liegen im Pubrock, allerdings waren die Kompositionen der Band deutlich schneller und gitarrenlastiger, und Halfords Gesang war unmelodisch und aggressiv. Der Guardian bezeichnete das Resultat als „gutmütiges Chaos“ und „merkwürdige, kompakte, bisweilen surreale Songs“. Andy Markowitz befand in seinem Bandportrait auf MusicFilmWeb.com, Johnny Moped „sahen eigenartig aus, klangen wahnsinnig und waren in ihrer totalen Ungreifbarkeit und Antikommerzialität wie geschaffen für die Punkbewegung“. The Quietus definiert die Musik von Johnny Moped als „Stakkato-Pubrock-Powerakkorde, durchzogen mit Solos; Hochgeschwindigkeits-Zwölf-Takt-Blues, ergänzt um eine exzessive Menge Bier“. Das Album The Search for Xerxes hat musikalisch nicht mehr viel mit dem ersten Album der Band gemein, sondern beinhaltet keyboardlastige Rockmusik mit Anklängen an Pubrock.

## Rezeption
1977 listete John Peel das Johnny-Moped-Lied Incendiary Device auf Platz 15 seiner „Festive 50“-Liste. 1994 benannte „The Guinness Encyclopedia of Popular Music“ Cycledelic als eines der 50 besten Punk-Alben aller Zeiten. 2013 veröffentlichte der Dokumentarfilmer Fred Burns die Dokumentation Basically, Johnny Moped mit Videoaufnahmen aus den 1970er Jahren und aktuellen Interviews mit ehemaligen Bandmitgliedern.

## Diskografie
- 1978: Cycledelic (Chiswick Records)
- 1991: The Search for Xerxes (Deltic Records)
- 2016: It's a Real Cool Baby (Damaged Goods)
- 2019: Lurrigate Your Mind (Damaged Goods)
- 2024: Quonk! (Damaged Goods)